# Peter og Ping
Peter og Ping er en dansk tegneserie, der var tegnet og skrevet af Storm P. Det var den første danske tegneserie, der opnåede anselig succes uden for Danmark.
Serien blev første gang trykt i dagbladet B.T. den 8. august 1922 under navnet Peter Vimmelskafts Oplevelser. Den 7. november samme år blev seriens persongalleri udvidet med pingvinen Ping, og serien skiftede navn til Peter og Ping. Serien blev udgivet i 27 år i B.T.
Det Berlingske Hus oprettede i 1927 Ping Klubben for børn. Foreningen opnåede på et tidspunkt 80.000 medlemmer.